# Adrina
Adrina är ett kvinnonamn som är populärt i den engelsktalande världen och kommer från det latinska namnet Adrianus.
Namnet är även populärt i Italien och betyder glädje. På persiska betyder Adrina flammande ljus.
Den 31 december 2014 fanns det totalt 26 kvinnor folkbokförda i Sverige med namnet Adrina, varav 24 bar det som tilltalsnamn.
Namnsdag i Sverige: saknas